# Олси (Илиноис)
Олси (енгл. Alsey) град је у америчкој савезној држави Илиноис.

## Демографија
По попису из 2010. године број становника је 227, што је 19 (-7,7%) становника мање него 2000. године.
| Група             | 2000.       | 2010.       |
| Белци             | 243 (98,8%) | 217 (95,6%) |
| Афроамериканци    | 0 (0,0%)    | 4 (1,8%)    |
| Азијати           | 0 (0,0%)    | 3 (1,3%)    |
| Хиспаноамериканци | 0 (0,0%)    | 7 (3,1%)    |
| Укупно            | 246         | 227         |